# الکس لینز
 الکس لینز (انگلیسی: Alex D. Linz؛ زاده ۳ ژانویهٔ ۱۹۸۹) هنرپیشه اهل ایالات متحده آمریکا است. وی بین سال‌های ۱۹۹۵ تا ۲۰۰۷ میلادی فعالیت می‌کرد.
از فیلم‌هایی که وی در آن نقش داشته است، می‌توان به تنها در خانه ۳، حرکت بزرگ مکس کیبل، گزاف‌گویی، یک روز خوب و برادر من خوک است اشاره کرد.